# Alex Fierro
Alex Fierro é uma personagem fictícia e uma das personagens principais da saga Magnus Chase e os Deuses de Asgard, escrita por Rick Riordan. A representação de Alex em O Martelo de Thor foi elogiada por ser uma abordagem honesta e precisa da identidade de gênero fluido da personagem. Como filha de Loki, Alex é uma semideusa e também um metamorfo; em O Martelo de Thor, Alex se torna um einherjar.

## Criação e concepção
Em resposta a uma pergunta no Goodreads' Ask the Author, Riordan afirmou que Alex Fierro é vagamente baseada nos alunos transgêneros que ele havia ensinado. Riordan utilizou o livro de entrevistas Beyond Magenta como fonte de informação para o desenvolvimento da personagem.

## Descrição
Alex usa roupas rosa e verde de todos os tipos, levando Magnus a ficar confuso antes de saber que ela é gênero-fluido. Alex é escolhida como einherjar por sua irmã Samirah, que supervisiona a primeira aparição de Alex como um guepardo correndo por Valhalla, enquanto Magnus e seus colegas de corredor perseguem Alex. Fierro atacou o gerente do hotel e destruiu seu quarto. Alex é gênero-fluído, alternando entre os gêneros masculino e feminino. Ela diz a Magnus que prefere que usem o pronome que corresponda ao seu gênero atual, em vez de simplesmente usar o gênero neutro "elu". Ela também afirma que é geralmente do gênero feminino, preferindo ela/dela como seus pronomes padrão, a menos que diga o contrário. Embora a mãe de Alex seja Loki - um deus conhecido por seus poderes de metamorfose - Alex não reconhece as características que herdou dele ou atribui sua fluidez de gênero à sua ancestralidade. Magnus fica inicialmente chocado com isso, mas rapidamente começa a aceitá-la. Devido ao fato de Alex ser transgênero, os thanes de Valhalla e alguns colegas Einherjar chamam Alex de argr, nórdico antigo para "não viril". Sendo filha de Loki, não confiam em Alex no início, mas mais tarde ela é aceita por Magnus e seus colegas de corredor. Alex Fierro também é capaz de mudar de forma, outra característica que herdou de Loki.

## Recepção
Alex Fierro foi elogiada pelos críticos como uma nova tentativa de garantir os direitos LGBTQ. A Texas A&M University-Commerce observou que a introdução da Fierro complicou as coisas. Eles notaram que Riordan passou mais tempo com a prosa de Fierro, mas que isso aprofundou sua caracterização. Eles também observaram que Fierro fez questão de não representar toda a população trans no livro. Hypable disse que a introdução de um personagem de gênero-fluido é um "risco", pois uma parcela da população não vai querer que seus filhos sejam expostos às "realidades da vida". No entanto, eles notam que o "domínio firme" de Riordan sobre seu público tornará as coisas aceitáveis. Eles ainda observam que os leitores serem expostos a pessoas diferentes deles mesmos é uma coisa boa e afirmam que Alex é um "passo na direção certa". Ela também é uma guerreira e potencial interesse amoroso de Chase, o personagem principal dos livros. Mais tarde, no terceiro livro da série, ela beija Magnus, e nas páginas finais, eles se beijam pela última vez.
Laughing Place afirma que Riordan abordou questões LGBTQ, usando seus livros como uma forma de educar os leitores a aceitar as pessoas, independentemente de sua identidade. O narrador Chase explica externa e internamente que a identidade de Alex Fierro não o incomoda. A Kirkus Reviews afirmou que através da adição de Alex Fierro, uma meia-irmã de gênero-fluido da valquíria muçulmana Samirah Al Abbas, Riordan efetivamente interpôs a complexidade racial e sexual no mundo mitológico nórdico "todo branco". A Common Sense Media afirma que Alex é um dos diversos personagens de Riordan, e suas lutas adicionam mais profundidade à história. Já a Booklist observa que Alex lida com a questão social da fluidez de gênero.

### Prémios
O Martelo de Thor ganhou o prêmio Stonewall Book de Literatura Infantil em 2017, por sua representação do personagem de gênero-fluido Alex Fierro. A American Library Association disse que Fierro foi uma heroína que representou as "possibilidades expansivas" de gênero para as gerações futuras.

## Influência
No início de janeiro de 2017, os legisladores republicanos do Texas apresentaram um projeto de lei de banheiros baseado na Carolina do Norte. A legislatura do Texas convidou Riordan, que havia criado personagens semideuses transgêneros, como Fierro, para o evento dos autores em busca de homenageá-lo. Riordan recusou a oferta e disse-lhes para "pararem com esse absurdo" se quisessem homenageá-lo. O Washington Post expressou a opinião de que os fãs de Riordan e Fierro tornarão a próxima geração de líderes americanos mais tolerante.